# Peter Pan (marque)
Pour les articles homonymes, voir Peter Pan (homonymie).
Peter Pan est une marque américaine de beurre d'arachide créée en 1928, commercialisée par Derby Foods, filiale de Nebraska Consolidated Mills (devenue ConAgra Foods), et nommée d'après le personnage Peter Pan de J. M. Barrie.
Le produit a été décliné en plusieurs variétés : 
- Crunchy, Reduced-Fat Crunchy
- Creamy, Reduced-Fat Creamy
- Honey Roasted
- Reduced-Sugar Creamy.

Il était aussi l'ingrédient principal d'un produit depuis arrêté fabriqué par la Frankford Candy & Chocolate Company, les  Peter Pan Peanut Butter Cups.

## Historique

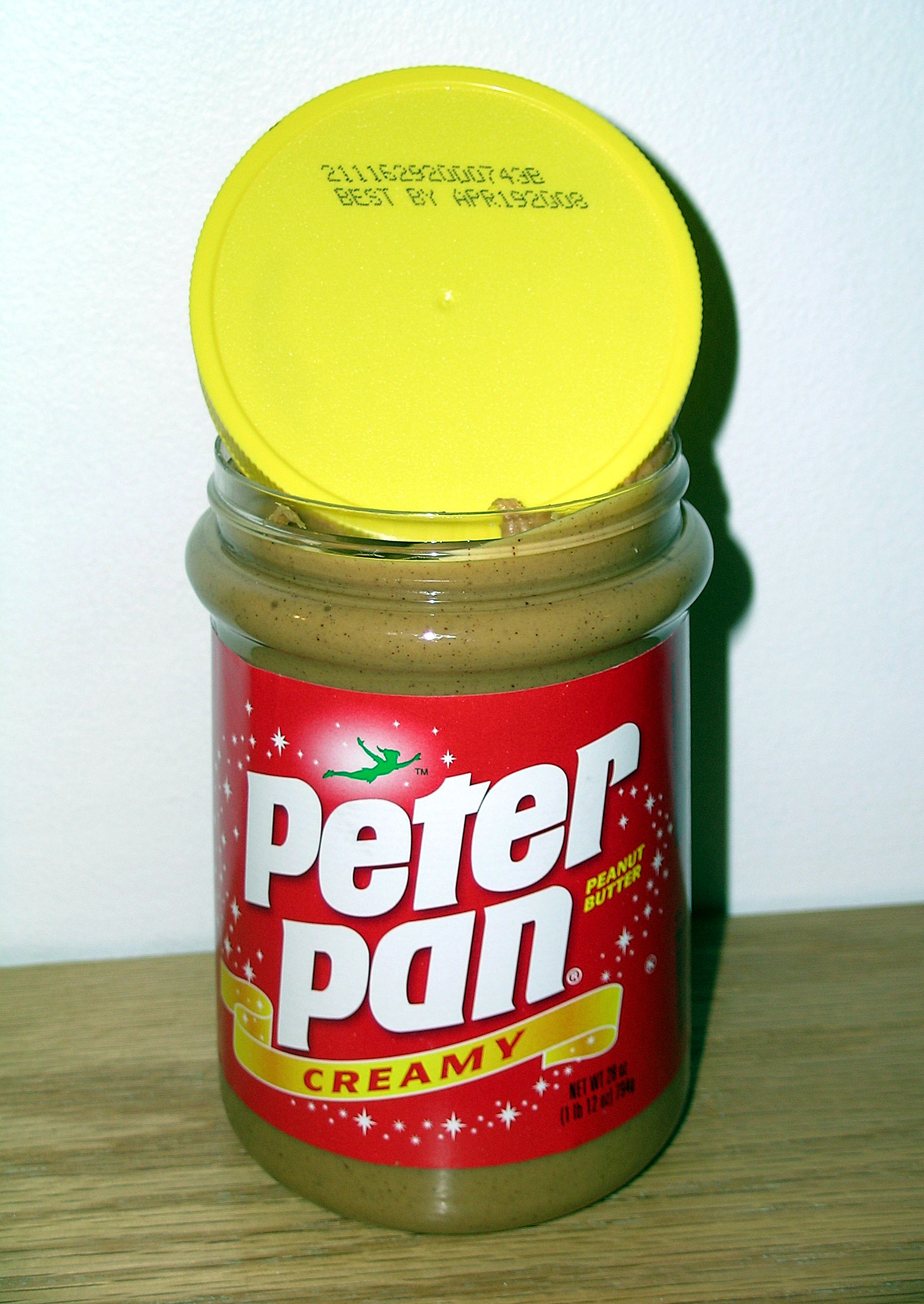
Pot de Peter Pan.

En 1920, la société Derby Foods, alors filiale de Swift & Company, commercialise un beurre d'arachide sous le nom E. K. Pond. En 1928, elle rebaptise son produit Peter Pan avec l'accord de J. M. Barrie.
Le produit était vendu dans des boîtes métalliques jusque dans les années 1940, quand la pénurie de métaux durant la Seconde Guerre mondiale obligea la société à vendre dans des bocaux en verre.
Au début des années 1950, Derby Foods signe un contrat avec Disney pour utiliser les personnages du film sur ces emballages. Derby Foods sera ensuite l'un des premiers sponsors de l'émission Disneyland sur ABC, débutée en 1954.
Dans les années 1980 ou 1990, le récipient est passé du verre au plastique.